# 美国医学会
美国医学会（英語：American Medical Association，缩写：AMA），成立于1847年，1897年成为法人，为美国最大的医生组织。总部位于芝加哥。2016年的会员人数约为240,000。 组织代表美国医生（M.D. 和 D.O.)
美国医学会表示的使命是“促进医学艺术和科学和改善公共卫生。”该协会还出版了《美国医学协会杂志》（JAMA）。 美国医学会还发布了医师专业守则列表，这些医师专业守则是美国识别医师和实践专业的标准方法。